# Mruby
mruby — вбудовуваний інтерпретатор динамічної об'єктно-орієнтованої мови програмування Ruby. Mruby забезпечує сумісність синтаксису на рівні Ruby 1.9, але також підтримує окремі можливості з новіших версій. Інтерпретатор відрізняється низьким споживанням пам'яті і можливістю вбудовування в інші застосунки. Крім того, підтримується компіляція Ruby-програм в байт-код за допомогою компілятора mrbc, що розвивається проектом.
Код mruby поширюється під ліцензією MIT.

## Приклади використання

### Виклик mruby з C
```
#include
 
<stdio.h>

#include
 
<mruby.h>

#include
 
<mruby/compile.h>

int
 
main
(
void
)
 
{

    
mrb_state
 
*
mrb
 
=
 
mrb_open
();

    
char
 
code
[]
 
=
 
"5.times { puts 'mruby is awesome!' }"
;

    
printf
(
"Executing Ruby code with mruby:
\n
"
);

    
mrb_load_string
(
mrb
,
 
code
);

    
mrb_close
(
mrb
);

    
return
 
0
;

}

```

Мається на увазі, що ви вже встановленим mruby у доступну путь, тоді ця програма може бути відкомпільована і виконана такими командами з вашого термінала:
```
$ cc example.c -lmruby -lm -o example
$ ./example

```

### Компіляція у байт-код
mruby включає мінімалістичну віртуальну машину ritevm, що використовується для виконання байт-коду mruby:
```
$ mrbc test.rb
$ mruby -b test.mrb

```

Перша команда компілює початковий код Ruby у байт-код mruby, створюючи файл з назвою "test.mrb", який може потім бути виконаний додаванням опції "-b" до звичайних параметрів інтерпретатора.

## Виноски
1. ↑  mruby 3.0.0. Архів оригіналу за 5 березня 2021. Процитовано 5 березня 2021.
2. ↑  LICENSE. Github. Архів оригіналу за 21 лютого 2022. Процитовано 6 вересня 2019.
3. ↑  Aimonetti, Matt (25 квітня 2012). Getting started with mruby. Архів оригіналу за 26 січня 2021. Процитовано 29 грудня 2013.
4. ↑  geekmonkey (30 жовтня 2012). An introduction to Mini Ruby. Архів оригіналу за 7 липня 2015. Процитовано 29 грудня 2013.